# Ernest d'Autriche
Ne doit pas être confondu avec Ernest de Babenberg ou Ernest d'Autriche intérieure.
Ernest d'Autriche (né à Vienne le 15 juin 1553 et mort à Bruxelles le 20 février 1595) est un archiduc du Saint Empire, fils de Maximilien II et de Marie d'Espagne.

## Biographie
Élevé à la cour d'Espagne avec son frère Rodolphe II, il est deux fois candidat au trône de Pologne, en 1573 et 1587.
Par le bref Romanorum Pontificum daté du 11 avril 1587, le pape Sixte V lui confère la plus haute distinction dont il dispose, l'épée et le chapeau bénits la nuit du Noël précédent dans la basilique de Sainte-Marie-Majeure à Rome.
En 1593, il devient gouverneur des Pays-Bas espagnols à Bruxelles.
Le 30 janvier 1594, l'archiduc Ernest fait son entrée solennelle à Bruxelles. Mais son action à la tête de ces provinces sera de courte durée : le 20 février 1595, l'archiduc Ernest meurt de la gravelle à Bruxelles, âgé de 41 ans.
Moins connu que son cadet Albert, dont le rôle politique et culturel, frappé du sceau de la Contre-Réforme, a marqué l'histoire de Belgique, Ernest joue cependant un rôle politique important dans l'histoire de l'Europe au XVIe siècle.